# La Phaze
La Phaze est un groupe de punk rock et drum and bass français, originaire d'Angers. Le groupe puise son inspiration dans divers univers dub, downtempo, hip-hop, free jazz et acid jazz, jungle, et ragga.
La Phaze est formé en 1999 par Arnaud Fournier (guitares, cuivres et chœurs, également membre de Hint) et Damny Baluteau (clavier, machine et chant). DJ Mouf (platines, sampleur et chœurs) rejoint le duo en 2000, en 2004 ce dernier quitte le groupe pour être remplacé par Aurélien Walter (DJ Nevrax). En 2006, le groupe est rejoint par Guillaume Rousé à la batterie qui était le batteur de Superbus. Le groupe effectue une pause entre 2012 et 2017.

## Biographie

### Débuts (1999–2003)
Lorsque Damny Baluteau et Arnaud Fournier forment La Phaze. À ce moment, ils veulent réunir tout le passé du rock et du punk à travers des riffs très puissants et dynamiques, mais aussi ce qui pourrait être son futur à travers l'incorporation de musiques électroniques. Il est alors né un genre nouveau qu'ils appelleront pungle, un neologisme créé à partir des deux genres de musique punk rock et jungle. DJ Mouf va ensuite rejoindre le groupe en 2000, et ils vont ensuite sortir l'EP Cushy Time en 2001, aux labels Jarring Effects/Because Music, qui les popularise dans le milieu underground[source secondaire souhaitée].
Mais c'est à la sortie de l'album Pungle Roads, en 2002, que le groupe commence vraiment à définir un style qui lui est propre. Certes, les dominantes sont le punk et la jungle, mais plusieurs autres styles sont présents dans l'album, tel le ragga, le hip-hop, ou le drum and bass. Dès cet album, le groupe se fait remarquer par des chansons engagées comme RAS (contre la montée de l'extrême droite). Le succès du concept chez les DJ indépendants est tel que La Phaze décide de faire une compilation de Pungle[source secondaire souhaitée]. Elle s'appellera Punglistic Mixture et on[Qui ?] retrouve ainsi des noms important de la scène électronique indépendante française comme UHT°, Volta, ou encore Lab°. La Phaze commence déjà à avoir une certaine influence sur la musique indépendante et on[style à revoir] s'aperçoit qu'ils accordent beaucoup d'importance à collaborer avec d'autres artistes[source secondaire souhaitée].

### Fin de cycle(2004–2007)
Lors d'un rassemblement altermondialiste sur le plateau du Larzac, le groupe rencontre Manu Chao et ce dernier leur propose une tournée au Brésil fin 2004. C'est une véritable rampe de lancement pour eux. Pendant ce temps DJ Mouf va quitter le groupe pour être remplacé par DJ Nevrax.
En 2005, sort leur deuxième album studio, intitulé Fin de cycle, sur la même lignée que Pungle Roads et Punglistic Mixture, qui révèle une fois de plus l'énergie que veulent transmettre les deux fondateurs. Cette fois-ci, l'album est clairement engagé sur des problèmes souvent appliqués à la France comme des histoires de manifestations contre le gouvernement, de cités (pour les deux raisons précédentes, exemple Nouveau défi et Assaut final), ou encore la manifestation contre la culture de masse et la télévision particulièrement (Réalité à chaud)[source secondaire souhaitée]. L'album est aussi marqué par des collaborations. En effet, pas moins de trois chansons sont des featurings, Dangerous Dub, avec Mouss et Hakim chanteurs du groupe Zebda, Scott avec Rocky Sight, Colours avec O'Nili. L'album se vend à plus de 20 000 exemplaires[source secondaire souhaitée].
Il s'ensuit une tournée de deux ans et demi dans les salles de concert et les festivals de France, de l'Europe mais aussi du monde (notamment en Amérique du Sud, où un fan club est fondé à Mexico)[source secondaire souhaitée]. Durant leur tournée, un batteur les rejoint : Guillaume Rousé alias Rouzman. La fin de la tournée est marquée par 30 dates avec le groupe new-yorkais Gogol Bordello, qui donnera dans l'album suivant un featuring. Au total, La Phaze enchaine 180 concerts en deux ans et demi[source secondaire souhaitée]. 

### Miracle(2008–2010)
En mai 2008 sort Miracle. Avec le départ de DJ Nevrax, le groupe prend finalement une tournure plus rock et punk, dont certains[réf. nécessaire] y voient une influence forte aux Béruriers Noirs. Les morceaux sont toujours aussi engagés mais sur d'autres sujets comme la guerre (Le chant des bombes), l'euthanasie (Peine de vie), ou encore le réchauffement climatique (Climax)[source secondaire souhaitée]. Le groupe revient aussi avec des featuring et avec des artistes tels que Keny Arkana (La Cause, chanson sur le dévouement des artistes) ou Eugene Hütz leader de Gogol Bordello (La Fièvre de l'Exil sur l'immigration sélective).  Une tournée en soutien à l'album s'ensuit.
En mars 2009, un split[Quoi ?] avec Burning heads est annoncé[source insuffisante], mais ne verra jamais le jour.

### Psalms and Revolution(2011–2012)
En 2011 sort leur nouvel et cinquième album studio, intitulé Psalms and revolution. L'album comprend plusieurs éléments classiques du groupe comme la surf guitare, mais aussi quelques mélodies pop et des éléments de hip-hop.

### Séparation (2013)
La Phaze se sépare après un dernier concert le 15 décembre 2012. Ils se séparent en parallèle aux groupes Marcel et son orchestre et La Ruda. Concernant la séparation du groupe, Arnaud Fournier, guitariste du groupe, confie en 2013 : « J'ai la sensation que le groupe a tout dit, d'un point de vue artistique. Presque 14 ans de vie intense. On a joué dans trente pays, on a passé un temps fou sur la route et aujourd'hui, on n'arrive plus à se mettre ensemble pour écrire des choses pour un nouveau disque. Il faut dire aussi que notre dernier album a moins bien marché. On a eu peur de faire l'album de trop ; alors il vaut mieux arrêter là et ne pas se forcer. »
Damny montera le projet duo Mac Guffin, Arnaud fera partie des Dead Hippies, Rouzman sera batteur de The Cash Stevens et Cédric continuera son projet Undergang. Damny et Rouzman créeront également ensemble Pungle Lions.

### Retour (depuis 2017)
La page Facebook du groupe annonce la reformation du groupe pour 2018 avec des nouveaux titres et une tournée. Durant l'été 2017, Arnaud et Damny auraient composé de nouveaux titres. Un clip intitulé Sourire au teint de glace est publié le 13 décembre 2017. En 2020, sort l'album Visibles(s), et en 2023 Pungle Generation'.

## Discographie
- 2001 : Cushy Time (EP/CD 6 titres — Jarring Effects)
- 2002 : Pungle Roads (CD 13 titres — The Modern Things, réédité chez Small Axe)
- 2003 : Tension (en collaboration avec Lab°, 4 titres)
- 2003 : Punglistic Mixture (CD 12 titres — Jarring Effects)
- 2005 : Fin de Cycle (CD 14 titres — Because Music)
- 2008 : Miracle (CD — Because Music)
- 2008 : Peine de vie (EP digital — Because Music)
- 2011 : Psalms and revolution (CD — Couvre Feu / Because Music)
- 2020 : VISIBLE(S) (CD, LP - At Home)
- 2023 : Pungle Generation (CD, LP - Atypeek Music / Bruillance)